# Stenacron floridense
Stenacron floridense är en dagsländeart som först beskrevs av Lewis 1974.  Stenacron floridense ingår i släktet Stenacron och familjen forsdagsländor. Inga underarter finns listade i Catalogue of Life.